# Hugo Gavilánez
Hugo Eduardo Gavilánez Borrero (Guayaquil, 24 de febrero de 1948 - Ibidem, 1 de junio del 2022) fue un periodista y presentador de noticias ecuatoriano, que trabajo en muchos medios ecuatorianos, últimamente laboró en RTS.

## Biografía
Nació en la ciudad de Guayaquil, Ecuador, en su juventud fue parte de las Fuerzas Especiales de lnfantería de Marina de la Armada del Ecuador, lo que le permitió ser paracaidista y buzo.

### Incursión en la Televisión
Incursionó en la televisión como conductor de un programa educativo juvenil. En 1989 se inició como reportero de Canal 4 Telesistema, actual RTS, y desde entonces laboró en varios medios de comunicación del país, entre radio y televisión, sumando casi 35 años de trayectoria. Fue presentador de Ventana a la calle, un programa que se transmitía desde los bajos de la Casa de la Cultura Núcleo del Guayas, donde estaban ubicados los estudios de RTS, y que receptaba denuncias ciudadanas.
En sus primeros años de oficio, se desenvolvió como reportero de Ecuavisa, además trabajó en TC Televisión y Canal Uno. 
Fue presentador y director del informativo La Noticia en RTS, durante varios períodos. Entre 2010 y 2022 estuvo al frente de la emisión del informativo enfocada en noticias de la comunidad, donde compartió con pantalla con Luisa Delgadillo, Carla Sala, Rosa Elena Vásconez, José Luis Arévalo, entre otros. Además, fue parte de coberturas especiales del canal, como en el terremoto del 16 de abril de 2016, o las jornadas electorales.

## Vida personal
Estuvo casado con Yolanda Franco, con quien tuvo tres hijos: Hugo, Javier y Érika Gavilánez Franco.

## Enfermedad y fallecimiento
El 12 de mayo de 2022, Hugo Gavilánez fue ingresado en una casa de salud de Guayaquil, luego de presentar una descompensación en medio del informativo La Noticia en la Comunidad de RTS. En un principio, se manejó la hipótesis que Gavilánez presentaba complicaciones en su salud a consecuencia de las secuelas del COVID-19, enfermedad que padeció a finales de 2020 y lo mantuvo en terapia intensiva. Su pronóstico se mantuvo como reservado y estuvo restringido el acceso de visitas.
Hugo Gavilánez falleció la madrugada del miércoles 1 de junio de 2022, a la edad de 74 años. Tras su fallecimiento, se dio a conocer que el comunicador había sido diagnosticado con cáncer de páncreas, tras presentar una serie de dolores estomacales que derivaron en su quebranto de salud durante el informativo. Su hija, Érika, reveló que fue una petición de su padre que no se hiciera pública su enfermedad.